# 엄영달
엄영달(嚴永達, 1928년 2월 14일~2003년 5월 10일)은 대한민국의 정치인이다. 제9·10대 국회의원을 지냈다.

## 학력
- 강원도 정선군 동면 인암초등학교 졸업
- 춘천고등학교
- 경성제국대학 예과 졸업
- 서울대학교 문리과대학 정치학 졸업

## 경력
- 대한민국고시(고등고시) 행정과 제5회 수석합격
- 대한민국 외무부 사무관
- 대한민국 주 뉴욕 총영사관 부영사
- 미국 콜럼비아 대학교 대학원 국제법 석사
- 외무부 아주과장
- 주일 대사관 정치과장
- 주서독대사관 일등서기관 겸 총영사
- 성균관대학교 법과대학 국제법 강의
- 서울신문사 논설위원

## 역대 선거 결과
|  | 42.47% |

|  | 44.35% |

|  | 34.37% |

|  | 17.86% |

|  | 35.82% |

|  | 24.19% |